# Wahlen zum Senat der Vereinigten Staaten 2008
Die Wahlen zum Senat der Vereinigten Staaten fanden am 4. November 2008 statt. Von 35 zur Wahl stehenden Sitzen entfielen vor der Wahl 23 auf die Republikaner und 12 auf die Demokraten. Die Demokraten gewannen acht zusätzliche Sitze von den Republikanern. Die Amtszeit der Gewählten dauerte vom 3. Januar 2009 bis zum 3. Januar 2013 bzw. bis zum 3. Januar 2015.
Zu Veränderungen nach der Wahl siehe auch Liste der Mitglieder des Senats im 111. Kongress der Vereinigten Staaten.

## Ausgangslage
Bei den Wahlen von 2006 erreichten Demokraten und Republikaner jeweils 49 Sitze. Die demokratische Fraktion stellte im 110. Senat jedoch die Mehrheit, da ihr zusätzlich zwei unabhängige Senatoren (Joe Lieberman und Bernie Sanders) angehörten. 33 der 35 Sitze, die 2008 neu besetzt wurden, waren reguläre Wahlen (Klasse II). Erstmals seit 1996 wurden in zwei Bundesstaaten gleichzeitig zwei Wahlen zum Senat abgehalten: In Wyoming stellte sich Amtsinhaber Mike Enzi regulär seiner Wiederwahl, während zusätzlich eine Sonderwahl zur Nachfolge des verstorbenen Senators Craig Thomas (Klasse I) stattfand. Trent Lott, republikanischer Senator für Mississippi, gab im November 2007 seinen Rücktritt bekannt. Sein von Gouverneur Haley Barbour interimistisch eingesetzter Nachfolger Roger Wicker trat am 4. November, ebenso wie Senator Thad Cochran, zur Wahl an.

### Offene Sitze
Vor den Wahlen hatten bereits fünf Amtsinhaber angekündigt, nicht erneut zu kandidieren:
- Wayne Allard aus Colorado (Republikaner)
- Larry Craig aus Idaho (Republikaner)
- Pete Domenici aus New Mexico (Republikaner)
- Chuck Hagel aus Nebraska (Republikaner)
- John Warner aus Virginia (Republikaner)

## Ergebnis
| Parteien                                            | Parteien        | Sitze | Sitze | Sitze | Sitze   | Stimmen     | Stimmen |
| --------------------------------------------------- | --------------- | ----- | ----- | ----- | ------- | ----------- | ------- |
| Parteien                                            | Parteien        | 2006  | 2008  | +/-   | Stärke  | Stimmen     | %       |
|                                                     | Demokraten      | 49    | 57    | +8    | 57 %    | 64.888.090  | 52,9 %  |
|                                                     | Republikaner    | 49    | 41    | −8    | 41 %    | 51.952.981  | 42,3 %  |
|                                                     | Andere Parteien | 2     | 2     | 0     | 2 %     | 5.745.222   | 4,69 %  |
| Gesamt                                              | Gesamt          | 100   | 100   | 0     | 100,0 % | 122.586.293 | 100,0 % |
| Quelle: Clerk of the House Election Statistics 2008 |                 |       |       |       |         |             |         |

### Wechsel von Sitzen
Die Demokraten konnten acht zuvor republikanische Senatssitze hinzugewinnen:
- Alaska (an Mark Begich)
- Colorado (an Mark Udall)
- Minnesota (an Al Franken)
- New Hampshire (an Jeanne Shaheen)
- New Mexico (an Tom Udall)
- North Carolina (an Kay Hagan)
- Oregon (an Jeff Merkley)
- Virginia (an Mark Warner)

### Neue Senatoren der Republikaner
In zwei Bundesstaaten setzten sich die neuen Kandidaten der Republikanischen Partei durch. Mike Johanns wurde zum Senator für Nebraska gewählt, Jim Risch zum Senator für Idaho.

### Wahl in Minnesota
Bei der Wahl in Minnesota lag der republikanischen Amtsinhaber Norm Coleman nach der ersten Auszählung bei rund 2,9 Millionen gültigen Stimmen wenigen hundert Stimmen vor Al Franken. Ein solch knappes Wahlergebnis macht nach den Bestimmungen von Minnesota eine Neuauszählung notwendig. Diese ergab einen Vorsprung Frankens von 225 Stimmen gegenüber Coleman. Coleman legte daraufhin Rechtsmittel ein. Die Überprüfung durch ein Bezirksgericht und die Wertung zusätzlicher Briefwählerstimmen ergaben einen Vorsprung Frankens von 312 Stimmen. Nachdem dieses Ergebnis am 30. Juni 2009 auch vom Obersten Gerichtshof Minnesotas bestätigt wurde, erklärte Coleman den Verzicht auf weitere Rechtsmittel und gratulierte Franken zum Wahlsieg. Nach der Unterzeichnung des Beglaubigungsschreiben durch Gouverneur Tim Pawlenty wurde Franken am 7. Juli 2009 im Senat vereidigt.